# Джалон-Мандинго
Джалон-Мандинго — крупнейшая в мире бокситоносная провинция. Находится главным образом в Гвинее, частично — в Мали. Открыта французскими геологами в 1950-х годах.

## Характеристика
Содержит около 640 месторождений и проявлений бокситов. В западной её части расположен богатый бокситоносний район Боке-Гавал, на территории которого обнаружено 100 бокситовых месторождений разного масштаба с общими запасами около 13 млрд тонн при среднем содержании Al2O3 ок. 48 %.
В этом районе французскими геологами в 1950-х годах было открыто крупнейшее в мире бокситовое месторождение Сангареди, представляющее собой единую залежь площадью около 10 км². В связи с высоким качеством бокситов (содержание Al2O3 60-62 %, SiO2 — менее 1 %) и большой мощностью бокситового пласта (18-24 м, местами до 40 м) месторождение Сангареди является уникальным, единственное в мире. Начальные запасы его — 300 млн тонн.